# Paralacydes strigulosa
Paralacydes strigulosa är en fjärilsart som beskrevs av George Francis Hampson. Paralacydes strigulosa ingår i släktet Paralacydes och familjen björnspinnare. Inga underarter finns listade i Catalogue of Life.